# 白沙道
白沙道（英語：Pak Sha Road）是香港香港島灣仔區銅鑼灣的一條街道，連接恩平道及利園山道。白沙道是以明代著名思想家陳獻章（陳白沙）的名字來命名。道路於香港經歷了第二次世界大戰後因利園山進行第二期夷山工程而出現。同期開闢的街道有蘭芳道、恩平道、利園山道以及啟超道。。自2004年6月起，白沙道及利園山道（介乎啟超道和白沙道一段道路）實施部分時間行人專用街道措施（詳見下方行人專用區）。2009年，鄭兆財出售一個位於白沙道13號的舖位，面積約1000呎，作價1億5965萬港元。該舖位較鄭兆財在30多年前以35萬元購入的價錢升值逾400倍。

## 昔日學校
- 灣仔禮賢會小學暨幼稚園（白沙道1至3號）[4]

## 鄰近建築商店
- 老三陽大閘蟹專門店
- 奇華餅家
- 卓悅
- 太平館
- NIKE白沙道5號地舖

## 行人專用區

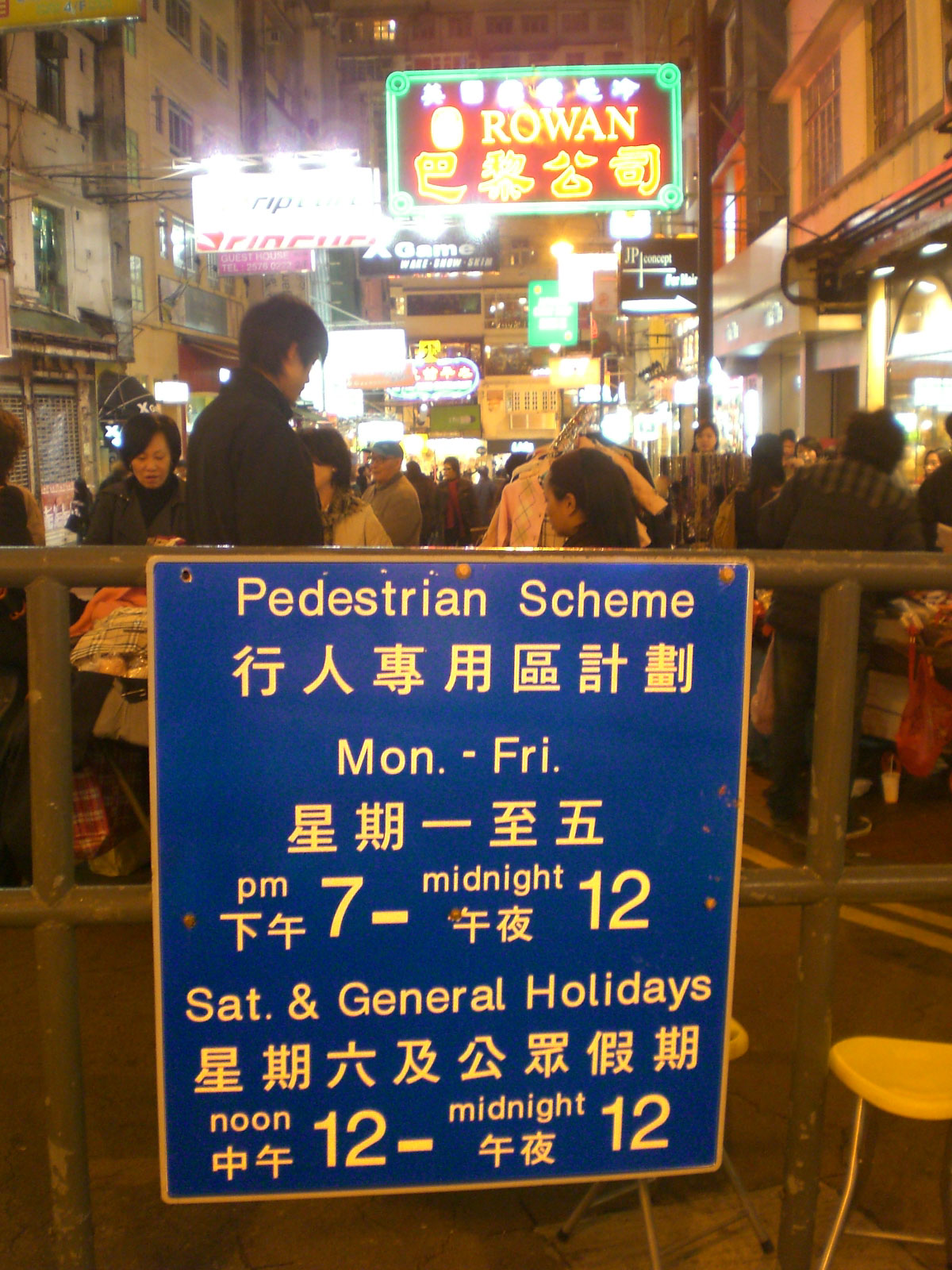
白沙道及利園山道行人專用區計劃告示板，攝於白沙道東端。

為了改善行人的環境與安全情況，運輸署於2004年6月3日在白沙道以及啟超道與富明街之間一段利園山道正式開始實行部分時間行人專用區計劃，即在某段時間內封閉該街道禁止車輛進入。街道封閉時間如下（或見左圖）：
| 日期                 | 該街道封閉時間 |
| -------------------- | -------------- |
| 周一至周五           | 19:00－00:00   |
| 周六、周日、公眾假期 | 12:00－00:00   |

受該計劃影響，下列小巴路線的總站從白沙道遷至其他街道：